# 金錢天使
《金錢天使》，是由讀賣電視台製作，日本電視台《週四連續劇》節目在2016年1月7日至3月24日播出的日本電視劇。這部作品是小籔千豐主演的第一部電視連續劇。

## 登場人物

### 主要人物
- 竹內茂：小籔千豐（香港配音：蕭徽勇）
- 栗原理佐：片瀨那奈（香港配音：劉惠雲）
- 菅原圓：葵若菜（香港配音：何晶晶）
- 井上愛麗斯：矢倉楓子（香港配音：廖杏茵）
- 武藏川華子：藤田美利亞（香港配音：葉曉欣）

### 殿村法律事務所
- 殿村賢一郎：竹中直人（香港配音：招世亮）
- 若林理子：中野公美子（香港配音：李潤知）
- 鄉原健太：永瀨匡（香港配音：張裕東）

### 客串
第1集
- 寶田富一：緋田康人（香港配音：張炳強）
- 安井：中川天堂（香港配音：巫哲棋）

第2集
- 山名美優：星野真里（香港配音：黃昕瑜）
- 綱島龍治：忍成修吾（香港配音：鍾見麟）
- 大道志保：石原あつ美（香港配音：林芷筠）
- 田端：川瀨名人（香港配音：李安邦）
- 增井：佐佐木一平（香港配音：劉昭文）

第3集
- 白井美佳：黑川智花（香港配音：詹健兒）
- 小森直人：チング ポカ（香港配音：馮錦堂）
- 岩田敬介：牧田哲也（香港配音：李鎮然）
- 藤村地產社長：富家規政（香港配音：馮志輝）

第4集
- 足立由佳：酒井美紀（香港配音：梁少霞）
- 高村法子：佐藤仁美（香港配音：黃麗芳）
- 足立亮太：崔哲浩（香港配音：劉昭文）
- 足立純：石塚獅櫻
- 高村陸：藤原右成（香港配音：魏惠娥）
- 彩江：八木のぞみ（香港配音：曾佩儀）
- 希美：伊佐美希（香港配音：詹健兒）
- 真紀：有栖川ソワレ（香港配音：謝潔貞）
- 單車店店員：小林賢祐（香港配音：李震權）

第5集
- 杮沼貞：藤田弓子（香港配音：林丹鳳）
- 真野杏奈：大路惠美（香港配音：梁少霞）
- 杮沼真治：竹若元博（香港配音：劉昭文）
- 杮沼美奈子：杮丸美智惠（香港配音：沈小蘭）
- 下村：村杉蟬之介（香港配音：葉振聲）
- 高瀨怜子：小西キス（香港配音：凌晞）
- 田村善造：村松利史（香港配音：譚炳文）

第6集
- 伊澤志織：馬渕英里何（香港配音：陸惠玲）
- 里中健哉：松田洋昌（香港配音：葉振聲）
- 伊澤勇樹：村松怜（香港配音：梁少霞）
- 里中響子：遼河はるひ（香港配音：林芷筠）

第7集
- 織田：松尾諭（香港配音：劉昭文）
- 富田：岩尾望（香港配音：劉奕希）
- 近石：角替和枝（香港配音：蔡惠萍）
- 樋口：藤原光博（香港配音：馮錦堂）
- 大塚真介：水橋研二（香港配音：麥皓豐）
- 福澤：木村祐一（香港配音：張錦江）
- 淺野悟朗：齊藤洋介（香港配音：黃子敬）
- 警備員：天龍源一郎（香港配音：張炳強）

第8集
- 魚住貞雄：皆川猿時（香港配音：潘文柏）
- 魚住町子：原幹惠（香港配音：魏惠娥）
- 上沼則行：尾形貴弘（香港配音：張錦江）

第9集
- 仲川百合：芳本美代子（香港配音：陸惠玲）
- 久遠茜：久世星佳（香港配音：袁淑珍）
- 仲川繪里香：平田薰（香港配音：謝潔貞）
- 仲川恆雄：大峰順二
- 木下：今別府直之
- 上野：太田芳伸
- 女演員：葛原亞依

第10集
- 本庄咲良：山崎靜代（香港配音：陳琴雲）
- 平野真理奈：瀧澤沙織（香港配音：朱妙蘭）
- 添島香織：池畑慎之介（香港配音：雷碧娜）
- 武藏川雪子：金智順（香港配音：詹健兒）
- 澤村美久：石橋穗乃香（香港配音：成瑤孆）

第11集
- 加魯西亞：植野行雄（香港配音：葉振聲）
- 塚田：鈴木勝大（香港配音：李震權）
- 天野：上遠野太洸（香港配音：李安邦）
- 齊藤秀夫：佐戶井賢太（香港配音：朱子聰）
- 須藤：我善導（香港配音：黃啟昌）
- 利比亞：ジャン（香港配音：李致林）
- 宇都宮研二：野澤聰
- 川嶋：川畑泰史

第12集
- 冬美：益田惠梨菜
- 黑沼誠：宮川一朗太（香港配音：李錦綸）
- 國島和幸：酒井敏也（香港配音：馮志輝）
- 白岩：木村明浩
- 金子：松島勇之介
- 澤渡雄也：袴田吉彥（香港配音：蘇強文）
- 菅原：寺島進
- 裁判長：淺見小四郎

## 播放日程
| 各話   | 放送日  | サブタイトル                               | 脚本     | 演出     |
| ------ | ------- | ------------------------------------------ | -------- | -------- |
| 第1話  | 1月07日 | 給料未払い取り戻せ!                        | 森ハヤシ | 長江俊和 |
| 第2話  | 1月14日 | 最低ヒモ男を成敗せよ!                      | 森ハヤシ | 長江俊和 |
| 第3話  | 1月21日 | 悪質! 婚活マンション詐欺!!                 | 川嶋澄乃 | 川野浩司 |
| 第4話  | 1月28日 | 泥沼! 借金を踏み倒すセレブなママ友         | 大前智里 | 堀江慶   |
| 第5話  | 2月4日  | 衝撃の手口! 高齢者をねらう悪質訪問販売     | 森ハヤシ | 島崎敏樹 |
| 第6話  | 2月11日 | 元夫はゲスの極み! 養育費を回収せよ!!       | 川嶋澄乃 | 島崎敏樹 |
| 第7話  | 2月18日 | トラブル続出! お笑いタレント事務所を救え!! | 久馬歩   | 川野浩司 |
| 第8話  | 2月25日 | 浪費妻の正体は・・・"結婚してから詐欺"!?   | 森ハヤシ | 川野浩司 |
| 第9話  | 3月3日  | 修羅場! 3姉妹のドロドロ遺産相続            | 川嶋澄乃 | 亀谷英司 |
| 第10話 | 3月10日 | 悪質! ブラックエステと遺恨バトル!!         | 森ハヤシ | 堀江慶   |
| 第11話 | 3月17日 | ブラック芸能事務所とギャラバトル!!         | 久馬歩   | 川野浩司 |
| 最終話 | 3月24日 | 超ブラック企業を撃退せよ!!                 | 森ハヤシ | 長江俊和 |

## 外部連結
- マネーの天使〜あなたのお金、取り戻します！〜 - 読売テレビ （页面存档备份，存于）
- 金錢天使的Instagram帳戶